# Under the Fragmented Sky
Under the Fragmented Sky is een ep van Lunatic Soul. Het werd in twee perioden (juni 2016-juni 2017 en december 2017-februari 2018) opgenomen in de Serakos geluidsstudio in Warschau. Het album bevat tracks die niet geschikt waren voor het album Fractured, dat Duda gelijktijdig opnam. Het album haalde de tiende plaats in de Poolse albumlijst. IO Pages constateerde invloeden op ambientgebied van Tangerine Dream en Kraftwerk, maar uiteraard ook vanuit der rock van Riverside, de ande band van Duda. Ze vond dat het weliswaar een verzameling is van overgebleven repertoire, maar zeker geen (commercieel) opvullertje.

## Musici
- Mariusz Duda – alle muziekinstrumenten behalve
- Wawrzuniec Dramowicz – drumstel op untamed

## Muziek
| Nr. | Titel                    | Duur |
| --- | ------------------------ | ---- |
| 1.  | he av en                 | 4:03 |
| 2.  | Trials                   | 5:43 |
| 3.  | Sorrow                   | 1:29 |
| 4.  | Under the Fragmented Sky | 5:02 |
| 5.  | Shadows                  | 4:30 |
| 6.  | Rising the Night         | 3:55 |
| 7.  | The Art of Repairing     | 7:53 |
| 8.  | Untamed                  | 3:24 |